# Ronde van Piemonte 1913
De zevende editie van de Ronde van Piemonte (ook wel bekend als Gran Piemonte) werd verreden op 24 augustus 1913. 
De wedstrijd werd gewonnen door Romolo Verde.

## Uitslag
| Plaats  | Naam                 | tijd     |
| ------- | -------------------- | -------- |
| Winnaar | Romolo Verde         | 9u13'00" |
| 2       | Marcello Sussio      | + 7'00"  |
| 3       | Giovanni Abellonio   | z.t.     |
| 4       | Gaudenzio Garavaglia | z.t.     |
| 5       | Carlo Quaglia        | z.t.     |
| 6       | Valerio Riva         | + 9'00"  |
| 7       | Pierino Piacco       | z.t.     |
| 8       | Ferdinando Trossi    | + 14'00" |
| 9       | Mario Bianchi        | z.t.     |
| 10      | Luigi Magnotti       | + 14'30" |

1906 · 1907 · 1908 · 1909 · 1910 · 1911 · 1912 · 1913 · 1914 · 1915 · 1916 · 1917 · 1918 · 1919 · 1920 · 1921 · 1922 · 1923 · 1924 · 1925 · 1926 · 1927 · 1928 · 1929 · 1930 · 1931 · 1932 · 1933 · 1934 · 1935 · 1936 · 1937 · 1938 · 1939 · 1940 · 1941 · 1942 · 1943 · 1944 · 1945 · 1946 · 1947 · 1948 · 1949 · 1950 · 1951 · 1952 · 1953 · 1954 · 1955 · 1956 · 1957 · 1958 · 1959 · 1960 · 1961 · 1962 · 1963 · 1964 · 1965 · 1966 · 1967 · 1968 · 1969 · 1970 · 1971 · 1972 · 1973 · 1974 · 1975 · 1976 · 1977 · 1978 · 1979 · 1980 · 1981 · 1982 · 1983 · 1984 · 1985 · 1986 · 1987 · 1988 · 1989 · 1990 · 1991 · 1992 · 1993 · 1994 · 1995 · 1996 · 1997 · 1998 · 1999 · 2000 · 2001 · 2002 · 2003 · 2004 · 2005 · 2006 · 2007 · 2008 · 2009 · 2010 · 2011 · 2012 · 2013 · 2014 · 2015 · 2016 · 2017 · 2018 · 2019 · 2020 · 2021 · 2022 · 2023 · 2024